# Kirchberg (Saksonia)
Kirchberg − miasto w Niemczech, w kraju związkowym Saksonia, w okręgu administracyjnym Chemnitz, w powiecie Zwickau, siedziba wspólnoty administracyjnej Kirchberg. W 2009 miasto liczyło 8 953 mieszkańców.

## Współpraca
Miejscowość partnerska:
- Sendenhorst, Nadrenia Północna-Westfalia